# Har Chija
Har Chija (hebrejsky: הר חיא) je vrch o nadmořské výšce 216 metrů v severním Izraeli, v Dolní Galileji.
Leží cca 8 kilometrů severozápadně od centra města Nazaret. Má podobu zalesněného pahorku, který vystupuje nad jihozápadní okraj údolí Bejt Netofa, v kterém se tu nachází umělá vodní nádrž Ma'agar Bejt Netofa, jíž protéká dálkový vodovodní systém (Národní rozvaděč vody). Po úpatí hory vede na okraji údolí dálnice číslo 77. Na západní straně pak z údolí podél úbočí tohoto kopce vytéká vádí Nachal Jiftach'el. Na jižní straně sousedí s Har Chija podobný vrch nazývaný Micpe Rejš Lakiš. Společně vytvářejí jeden masiv, po jehož jihozápadním okraji vede dálnice číslo 79. U ní stojí vesnice ha-Solelim. Hora je pokryta souvislým lesním komplexem, který je součástí lesa Ja'ar Cipori (někdy nazývána tato jeho podčást také Ja'ar ha-Solelim) nazvaného podle vesnice Cipori, jež je situována na jeho jihovýchodním okraji.
Vrch je umístěn v starobylé sídelní oblasti. Během záchranného archeologického výzkumu v lednu 2004 byla na svazích Har Chija nalezena keramika z helénistického období a mince z doby vlády Antiocha III. ražené v Akku z letech 198-187 před naším letopočtem.